# Bahnradsport-Weltmeisterschaften 1927

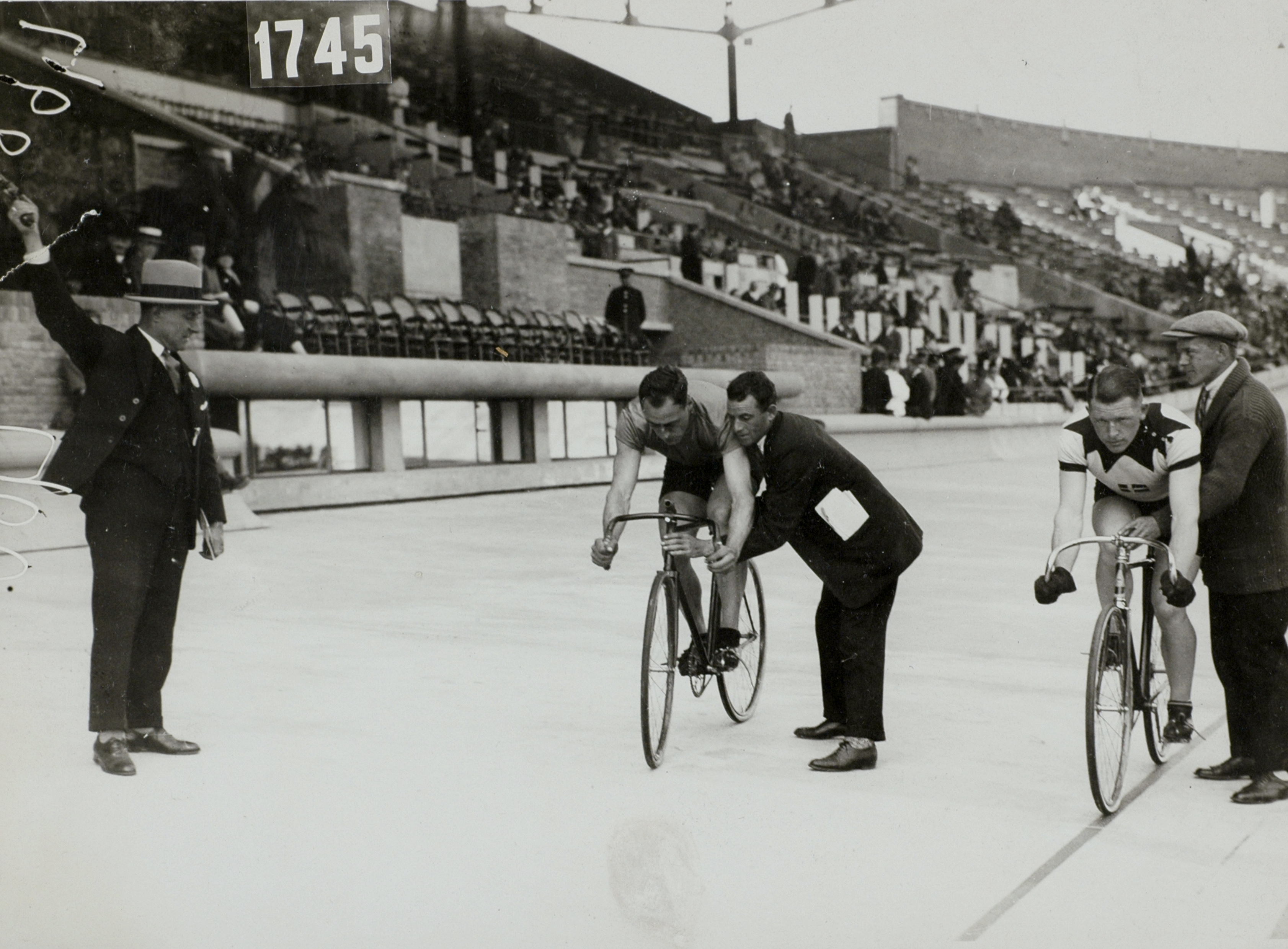
Willy Falck Hansen (r.), hier bei den Olympischen Spielen 1928 in Amsterdam mit Antoine Mazairac, wurde Vize-Weltmeister der Amateur-Sprinter.

Die Bahnradsport-Weltmeisterschaften 1927 fanden am 17. und 20. Juli in Köln-Müngersdorf (Sprint-Wettbewerbe) und am 22. und 24. Juli 1927 auf der Radrennbahn in Elberfeld (Steher-Rennen) statt. 16 Nationen waren am Start.
Die Vergabe der Weltmeisterschaften durch die Union Cycliste Internationale (UCI) war auch ein politisches Signal, da Deutschland nach dem Ersten Weltkrieg erst 1923 wieder in den Weltradsportverband aufgenommen worden war. Der Organisator Heinrich Stevens, ehemaliger Präsident des Bundes Deutscher Radfahrer (BDR), hatte sich für Köln erfolgreich eingesetzt.
Die Stadt Köln unter ihrem Oberbürgermeister Konrad Adenauer ergriff die Gelegenheit, ein „Weltfest des Radsports“ auf die Beine zu stellen: Neben den offiziellen WM-Kämpfen fanden Deutsche Meisterschaften in zahlreichen Radsportdisziplinen statt wie Vereins-Mannschaftsfahren, Radball und Kunstradfahren. Zudem tagte die UCI in Köln.
Die Sprint-Wettbewerbe wurden im Müngersdorfer Stadion ausgetragen. Bei den Amateuren siegte der Kölner Lokalmatador Mathias Engel, Dritter wurde ein weiterer Kölner, Peter Steffes. Der Franzose Lucien Michard siegte bei den Profis. Bei den Steherrennen im Elberfelder Stadion am Zoo lag der Belgier Victor Linart vorne.
Parallel fanden die Straßenradsport-Weltmeisterschaften für Straßenfahrer auf dem Nürburgring statt; dabei wurde die erste WM für Profis ausgerichtet.
Berufsfahrer
| Disziplin             | Platz | Land            | Athlet                             |  |
| --------------------- | ----- | --------------- | ---------------------------------- |  |
| Sprint                | 1     | Frankreich      | Lucien Michard                     |  |
|                       | 2     | Schweiz         | Ernst Kaufmann                     |  |
|                       | 3     | Frankreich      | Lucien Faucheux                    |  |
| Steherrennen (100 km) | 1     | Belgien         | Victor Linart/ Arthur Pasquier     |  |
|                       | 2     | Deutsches Reich | Paul Krewer/ Christian Junggeburth |  |
|                       | 3     | Deutsches Reich | Walter Sawall/ Ernest Pasquier     |  |

Amateure
| Disziplin | Platz | Land            | Athlet             |
| --------- | ----- | --------------- | ------------------ |
| Sprint    | 1     | Deutsches Reich | Mathias Engel      |
|           | 2     | Dänemark        | Willy Falck Hansen |
|           | 3     | Deutsches Reich | Peter Steffes      |